# Вайлека
Вайлека (фидж. Vaileka) или Ракираки (фидж. Rakiraki) — город на Фиджи. Является административным центром района Ракираки, в провинции Ра.
Официально не является городом в силу отсутствия организованного муниципального органа управления. 4 октября 2006 года газета Fiji Times сообщила, что Урая Вака, председатель местного правительственного органа, призвал к тому, чтобы поселение было официально зарегистрирована как город, в целях привлечения государственных инвестиций.
В Вайлеке находится могила рату Унрэ Унрэ XIX века, являющаяся популярной туристической достопримечательностью.
Примерно в километре от городка на берегу реки Пенанг располагается Сахарный завод в Пенанге, находящийся под контролем сахарной корпорации Фиджи.

## Города-побратимы
- Кенмэр, Ирландия